# Morro Bay (Kalifornija)
Morro Bay je grad u američkoj saveznoj državi Kalifornija. Prema popisu stanovništva iz 2010. u njemu je živjelo 10.234 stanovnika.